# Irmandade Nazonalista Galega
La Irmandade Nazonalista Galega ("Hermandad Nacionalista Gallega" en castellano) fue una organización nacida en Galicia (España) en 1922 dirigida por Vicente Risco. Era partidaria de la acción cultural y contraria a la participación electoral del galleguismo.

## Historia
Dentro del galleguismo se distinguían varias tendencias, fundamentalmente la liberal-democrática y la neotradicionalista. Una de las diferencias que enfrentaban a ambas tendencias era la relativa a participación electoral. A grandes rasgos, los primeros propugnaban la participación, dispuestos a aliarse con fuerzas políticas no nacionalistas con la condición que fuesen anticaciquiles (lo que en la práctica significaba acercarse a los republicanos), en tanto que los segundos rechazaban la participación para no "contaminar" al naciente movimiento, aludiendo también a la falta de garantías del sistema electoral de la Restauración, propugnando un enfoque culturalista en lugar de político. Sus máximos exponentes eran Vicente Risco y Antonio Losada.
Esta tensión se mantuvo durante las primeras Asambleas Nacionalistas. En la II y la III (Santiago de Compostela, 1919; Vigo, 1921), el tándem Risco-Losada consiguió imponer su postura. Sin embargo, la oposición de la Irmandade de La Coruña al abstencionismo provocó la escisión de los seguidores de Risco en la IV Asamblea Nacionalista de 1922, en Monforte de Lemos (a la que se unieron otras personalidades que, sin ser tradicionalistas, simpatizaban con Risco y su visión de la nación unida frente a sus enemigos, como Villar Ponte, Castelao o Quintanilla), que crearon la Irmandade Nazonalista Galega. Al margen quedaron la Irmandade coruñesa (que agrupaba a la mitad de los afiliados de las Irmandades) y algunas pequeñas agrupaciones de localidades próximas. 
La Irmandade Nazonalista instauró una estructura centralizada y presidencialista, bajo el liderazgo de Risco, con una disciplina interna próxima a la de un partido político al uso. Propugnaba un mayor radicalismo nacionalista, un abstencionismo activo y una voluntad de hegemonizar el movimiento agrarista.
En 1923 ya tenía 16 delegaciones, aunque no puedo conseguir un núcleo numeroso en el principal foco del galleguismo, La Coruña, sin llegar a superar nunca los diez afiliados en dicha ciudad. Celebra la V Asamblea Nacionalista en La Coruña en 1923. Durante la dictadura de Primo de Rivera solo se mantuvo la hermandad de Orense y en 1929 se reintegran de nuevo en las Irmandades da Fala.